# Callistene

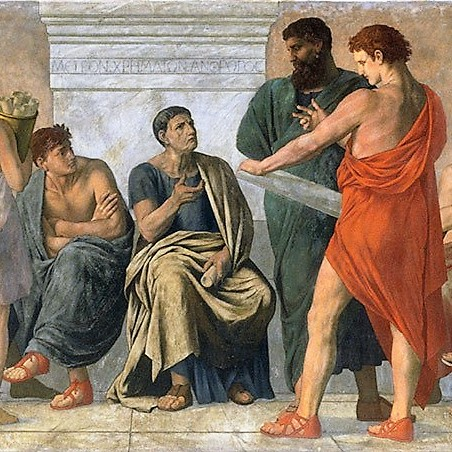
La scuola di Aristotele, affresco ottocentesco di Gustav Spangenberg. Il personaggio a destra è Callistene

Callistene (in greco antico: Καλλισθένης?, Kallisthénēs; Olinto, 370 a.C. – 327 a.C.) è stato uno storico greco antico.

## Biografia
Nipote di Prosseno di Atarneo, che era stato il tutore di Aristotele dopo la morte dei suoi genitori e ne aveva sposato la sorella Arimneste, nel 336 a.C. seguì Alessandro Magno nella sua spedizione contro l'Impero persiano, come storico e segretario del sovrano macedone, posizione raggiunta anche grazie all'influenza dello zio.
Rifiutatosi di prostrarsi davanti al sovrano (come prevedeva l'usanza persiana della proskýnesis adottata dal re macedone), nel 327 a.C. divenne l'ispiratore morale dell'opposizione macedone alla politica cosmopolita di Alessandro. Intanto, veniva sventata la "congiura dei paggi" che mirava a eliminare Alessandro, in cui sarebbe stato coinvolto lo stesso Callistene. Direttamente accusato da alcuni dei congiurati, lo storico sarebbe morto in carcere, secondo la versione ufficiale, per ftiriasi, mentre altre versioni non filomacedoni ritengono di sapere che fu torturato ed impiccato nello stesso 327 a.C.
La coerenza spinta fino alla morte di Callistene ispirò l'amico filosofo Teofrasto, successore di Aristotele alla scuola peripatetica, che avrebbe scritto un trattato, Callistene, o sul dolore, perduto.

## Opere
Le fonti attribuiscono a Callistene numerose opere, di cui, tuttavia, non restano che frammenti.

### Opere minori
Al periodo precedente il 336 risalgono opere che si situano nel solco degli interessi tipici del Peripato. Con lo zio, scrisse i Pitionici, una lista dei vincitori nei Giochi Pitici di Delfi, per poi comporre un Encomio di Ermia, un elogio del re della città asiatica di Atarneo per cui anche Aristotele, che aveva sposato una parente di Ermia, aveva composto un encomio in versi.
Tipicamente peripatetica era anche la Descrizione della terra, di cui restano quattro frammenti, conservati dallo scoliaste di Apollonio Rodio. Il primo allude alla sosta degli Argonauti a Cizico e riferisce che gli abitanti li attaccarono in un'imboscata notturna. Nel secondo frammento Callistene nomina la selva di Thynia (in Bitinia) e la regione omonima, che i Barbari chiamavano Thynias e dove gli Argonauti sbarcarono e incontrarono Apollo. Un terzo frammento menziona il fiume Partenio, in Paflagonia, e spiega che il suo nome - il "Virginale" - era dovuto ad Artemide che venne lì a fare il bagno; secondo altri per via del suo andamento tranquillo. Nel quarto frammento, infine, si racconta del mito di Borea e Orizia. 
Gli Apoftegmi, infine, erano una raccolta di massime celebri di tipo retorico, forse ispirata alla Retorica aristotelica.

### Elleniche
Come storico, Callistene deve aver esordito con le Elleniche, una storia in 10 libri che andava dal 387 a.C. al 357 a.C., ovvero dalla pace di Antalcida allo scoppio della terza guerra sacra. La struttura del lavoro ci è sconosciuta, anche se dai frammenti possiamo intuire alcune divisioni interne: ad esempio, la parte introduttiva contenuta nel libro I era relativa alla battaglia dell'Eurimedonte (469 a.C.), sicché probabilmente la narrazione vera e propria era preceduta da un excursus riassuntivo sui rapporti tra Grecia e Persia nell'ottantennio precedente alla pace di Antalcida. Il libro II raccontava il tentativo fallito di Sfodria contro il Pireo nel 378. Leggiamo dal libro III la storia della battaglia di Tegira vinta da Pelopida sugli Spartani nel 375. Il libro IV conteneva poi la campagna del satrapo Farnabazo II contro l'Egitto ribelle ai persiani (373), racconto in cui lo storico proponeva la sua spiegazione delle piene del Nilo.
Gli storici hanno sostenuto che Callistene scrisse con un forte pregiudizio a favore di Tebe, ma non vi sono prove sufficienti di tale pregiudizio: infatti i frammenti suggeriscono semplicemente una forte ammirazione personale per Pelopida e il suo Battaglione sacro e, certamente, un notevole interesse per l'egemonia tebana, con digressioni sulla mitologia tebana e sulla geografia ed etnografia della Beozia. Inoltre, a complemento dell'opera precedente, avrebbe scritto anche Sulla guerra sacra, una monografia che descriveva appunto la terza guerra sacra, ove si erano arrestate le Elleniche.
Le Elleniche - nonostante i frammenti non permettano di distinguerle da altre opere coeve -, così come la monografia sulla guerra sacra, erano sicuramente opere prettamente storiografiche, preoccupate di descrivere gli eventi all'interno di un periodo ristretto: conservano solo rare allusioni a conflitti locali tra Stati greci, come la guerra degli Arcadi contro Elide e Sparta nel 364 e lo scontro tra Sparta e Tebe per l'egemonia, con le battaglie di Leuttra e Mantinea.
Pare inoltre che Callistene si allontanasse dalla dottrina aristotelica accordando grande importanza a presagi ed oracoli: ad esempio, prima del disastro di Elice e Bura, riporta l'aspetto di una colonna di fuoco e il fatto eccezionale del terremoto a Delo. Menzionava poi non meno di otto prodigi che annunciarono la battaglia di Leuttra, con la vittoria di Tebe e la sconfitta di Sparta. Nel citare, infine, l'oracolo di Apollo a Tegira menzionava altri oracoli del dio: quelli di Tebe, di Lebadeia, di Abai e Delfi. Riferì che Bardyllis aveva vinto in Illiria seguendo un sogno. Questo spirito religioso, attento ai segni soprannaturali, avrebbe trovato sbocco anche nell'opera maggiore.

### Gesta di Alessandro
Il capolavoro di Callistene erano le Gesta di Alessandro: si trattava di un'opera propagandistica, voluta da Alessandro stesso, che giungeva fino alla battaglia di Arbela (331 a.C.). L'opera fece dello storico di Olinto uno dei più importanti storici di Alessandro Magno. Alessandro vi appariva come la figura di un eroe omerico: come Achille o Patroclo, affrontava i combattimenti con un equipaggiamento sontuoso e gesta epiche, come appare dalle descrizioni delle sue battaglie, che facevano emergere i suoi meriti a fini propagandistici.
Callistene pubblicava l'opera man mano che la componeva, immediatamente dopo le vittorie macedoni, da lui narrate con stile vivo e toni apologetici, presentando il giovane macedone come il condottiero scelto dalla Lega panellenica per abbattere la hybris persiana e vendicare l'invasione della Grecia voluta due secoli prima da Serse.
Dell'opera abbiamo due storie di battaglia: quella della battaglia di Isso, nota da un esame critico di Polibio, incompleto perché Polibio ne tratta solo alcuni aspetti; e quella della battaglia di Gaugamela, trasmessa da Plutarco, altrettanto frammentaria. Ancora, la suprema consacrazione del Macedone doveva venire dal racconto della visita all'oracolo di Ammone. Per fortuna Strabone ha conservato - sia pure in forma abbreviata - questo racconto di Callistene, che sicuramente fu composto non senza l'approvazione di Alessandro:
(trad. A. D'Andria)
Sembra, ancora, a testimonianza del gusto per l'epico e l'esotico di Callistene, che un breve passaggio della Storia delle piante teofrastea potrebbe benissimo derivare dalla sua storia di Alessandro: Teofrasto descrive una pianta che chiama rhoa, il cui frutto, normalmente acido, diventa dolce quando viene coltivato in Egitto; e aggiunge che «in Cilicia, sulle rive del Pinaros, dove fu combattuta la battaglia contro Dario, questo frutto è senza nocciolo». Questa collocazione ben precisa accompagnata dall'evocazione storica in effetti fa venire in mente Callistene.
Poiché Callistene era stato uno degli editori, insieme allo zio Aristotele, che prepararono una speciale edizione omerica per Alessandro - l'"edizione della cassetta", così detta perché egli l'avrebbe sempre portata con sé in un piccolo scrigno - dai frammenti risulta spesso che tenesse presente l'appassionato interesse del re per i poemi omerici, e sembra che il legame tra mitologia e storia avesse un ruolo importante nel suo commento sul significato delle gesta di Alessandro. L'opera, di fatto, si situava così all'inizio della leggenda sul sovrano, venendo a creare nel tempo il corpus letterario-mitologico conosciuto come romanzo di Alessandro (le versioni più antiche in greco vengono attribuite convenzionalmente ad un anonimo, detto appunto "Pseudo-Callistene") che ebbe molta fortuna in epoca medioevale nella traduzione latina del X secolo di Leone Arciprete, e nella successiva versione in francese realizzata nel XII secolo, attribuita ad Alexandre de Bernay.